# Pelourinho de Castelo Novo

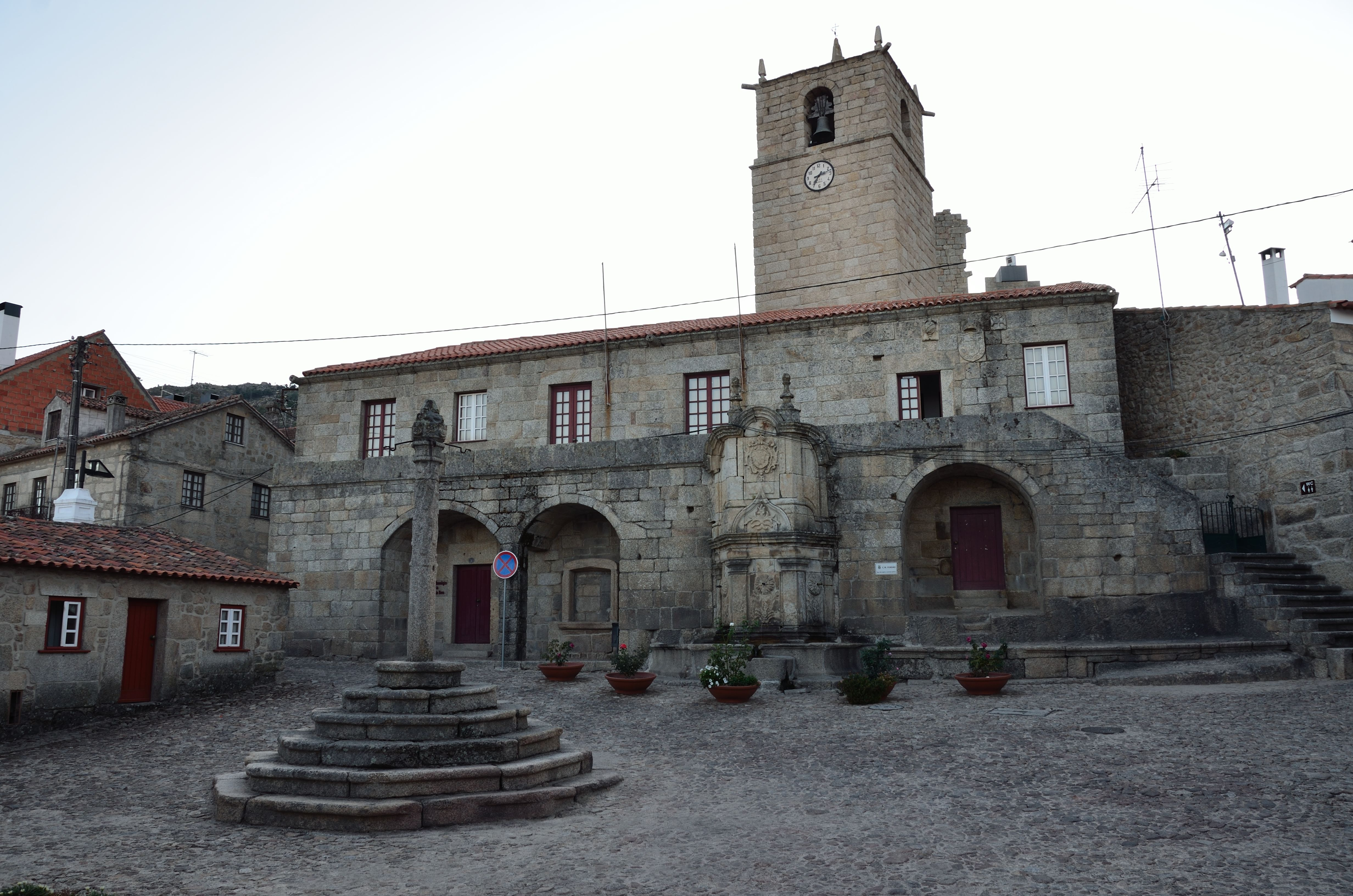
Pelourinho e antigos Paços do Concelho em Castelo Novo

O Pelourinho de Castelo Novo localiza-se na freguesia de Castelo Novo, no município do Fundão, distrito de Castelo Branco, em Portugal.
Encontra-se classificado como Imóvel de Interesse Público desde 1933.
Possivelmente coevo da carta de foral concedida à povoação em 1510 por D. Manuel I, e da renovação então efectuada no castelo e nos Paços do Concelho, assenta num alto soco octogonal de seis degraus. O fuste, sem plinto, compõe-se de duas secções, sendo a inferior oitavada e lisa, e a superior estriada e ornada com bosantes e elementos fitimórficos. O capitel, ornado por meias esferas e flores-de-lis, conserva ainda os ferros das forcas. O bloco de remate, octogonal, encimado por uma pirâmide decorada com trifólios, apresenta em duas das faces a cruz de Cristo e, nas restantes, a esfera armilar e o escudo nacional.